# Günter Schneider
Günter Schneider, född 3 juli 1924 i Planitz, var en tysk fotbollsspelare.
Schneider spelade 143 matcher i östtyska Oberliga, huvudsakligen för Motor Zwickau.
Han spelade därtill 1 A-landskamp för Östtyskland, mot Polen 1952.